# Dyskografia Willa Smitha
Dyskografia amerykańskiego aktora i rapera Willa Smitha.

## Albumy

### Albumy studyjne
| 1997                                                                          | Big Willie Style - Wydany: 3 października 1997 - Wytwórnia: Columbia | 8  | 9  | – | 26 | 14 | 9  | 8  | 17 | 10 | 9  | - Złoto - 6× Platyna - 2× Platyna - 9× Platyna |
| 1999                                                                          | Willennium - Wydany: 16 listopada 1999 - Wytwórnia: Columbia         | 5  | 8  | – | 27 | 6  | 26 | 24 | 28 | 35 | 10 | - Złoto - 2× Platyna - Platyna - 2× Platyna    |
| 2002                                                                          | Born to Reign - Wydany: 2 listopada 2002 - Wytwórnia: Columbia       | 13 | 13 | – | –  | –  | –  | –  | 39 | –  | 24 | - Złoto                                        |
| 2005                                                                          | Lost and Found - Wydany: 29 marca 2005 - Wytwórnia: Interscope       | 6  | 4  | 3 | –  | 8  | 76 | –  | –  | –  | 15 | - Srebro - Złoto                               |
| "–" Album nie zajął miejsc na listach lub nie został wydany w danym państwie. |                                                                      |    |    |   |    |    |    |    |    |    |    |                                                |

### Albumy kompilacyjne
| Rok  | Album                                                          |
| ---- | -------------------------------------------------------------- |
| 2002 | Greatest Hits - Wydany: 11 września 2002 - Wytwórnia: Columbia |

## Single
| Rok                                                                            | Tytuł                                               | Najwyższa pozycja | Najwyższa pozycja | Najwyższa pozycja | Najwyższa pozycja | Najwyższa pozycja | Najwyższa pozycja | Najwyższa pozycja | Najwyższa pozycja | Najwyższa pozycja | Najwyższa pozycja | Certyfikaty                | Album            |
| Rok                                                                            | Tytuł                                               | Stany Zjednoczone | Pop               | R&B               | Australia         | Kanada            | Holandia          | Norwegia          | Nowa Zelandia     | Szwecja           | Wielka Brytania   | Certyfikaty                | Album            |
| ------------------------------------------------------------------------------ | --------------------------------------------------- | ----------------- | ----------------- | ----------------- | ----------------- | ----------------- | ----------------- | ----------------- | ----------------- | ----------------- | ----------------- | -------------------------- | ---------------- |
| 1997                                                                           | "Men in Black" (feat. Coko)                         | –                 | 2                 | –                 | 1                 | 2                 | 2                 | 3                 | 1                 | 2                 | 1                 | - 2× Platyna - Srebro      | Big Willie Style |
| 1997                                                                           | "Just Cruisin'"                                     | 56                | –                 | –                 | –                 | 83                | 45                | 13                | –                 | 7                 | 23                |                            | Big Willie Style |
| 1998                                                                           | "Gettin' Jiggy wit It"                              | 1                 | 5                 | 6                 | 6                 | 5                 | 7                 | 5                 | 6                 | 4                 | 3                 | - Platyna - Srebro - Złoto | Big Willie Style |
| 1998                                                                           | "Just the Two of Us"                                | 20                | 6                 | 17                | 27                | 3                 | 46                | –                 | 6                 | 53                | 2                 |                            | Big Willie Style |
| 1998                                                                           | "Miami"                                             | 17                | 7                 | 73                | 27                | 3                 | 10                | 10                | 4                 | 5                 | 3                 |                            | Big Willie Style |
| 1999                                                                           | "Wild Wild West" (feat. Dru Hill & Kool Moe Dee)    | 1                 | –                 | –                 | 8                 | 9                 | 2                 | 2                 | 2                 | 4                 | 2                 | - Złoto - Srebro - Złoto   | Willennium       |
| 1999                                                                           | "Will2K" (feat. K-Ci)                               | 25                | 13                | 66                | 3                 | 2                 | 11                | 4                 | 6                 | 16                | 2                 | - Złoto                    | Willennium       |
| 2000                                                                           | "Freakin' It"                                       | 99                | 40                | 77                | –                 | 34                | 60                | –                 | –                 | –                 | 15                |                            | Willennium       |
| 2002                                                                           | "Black Suits Comin' (Nod Ya Head)" (feat. Trā-Knox) | 77                | 23                | 92                | 18                | –                 | 53                | 3                 | 30                | 10                | 3                 |                            | Born to Reign    |
| 2002                                                                           | "1000 Kisses" (feat. Jada Pinkett)                  | –                 | –                 | –                 | –                 | –                 | –                 | –                 | –                 | –                 | –                 |                            | Born to Reign    |
| 2005                                                                           | "Switch"                                            | 7                 | 4                 | –                 | 1                 | –                 | 3                 | –                 | 3                 | –                 | 4                 | - Platyna - Złoto          | Lost and Found   |
| 2005                                                                           | "Party Starter"                                     | –                 | –                 | –                 | 33                | –                 | 44                | –                 | 35                | –                 | 19                |                            | Lost and Found   |
| "–" Singel nie zajął miejsc na listach lub nie został wydany w danym państwie. |                                                     |                   |                   |                   |                   |                   |                   |                   |                   |                   |                   |                            |                  |

## Single gościnne
| Rok  | Tytuł                                         | Artysta                             | Album                              |
| ---- | --------------------------------------------- | ----------------------------------- | ---------------------------------- |
| 1989 | "I Sleep Much Better (In Someone Else's Bed)" | Billy Ocean, Mimi                   | Greatest Hits                      |
| 1989 | "When the Radio is On"                        | Paul Shaffer, różni artyści         | Coast to Coast                     |
| 1991 | "Voices That Care"                            | różni artyści                       |                                    |
| 1998 | "Boy You Knock Me Out"                        | Tatyana Ali                         | Kiss the Sky                       |
| 2003 | "Hey Sexy Lady (Remix)"                       | Shaggy, Brian, Tony Gold, Sean Paul | Riddim Driven: Sexy Lady Explosion |
| 2004 | "Got to Be Real"                              | Mary J. Blige                       | Shark Tale OST                     |

## Wideoklipy
| Rok  | Wideoklip                                           | Reżyseria        | Album            |
| ---- | --------------------------------------------------- | ---------------- | ---------------- |
| 1991 | "Voices That Care"                                  | David S. Jackson |                  |
| 1997 | "Men in Black"                                      | Robert Caruso    | Big Willie Style |
| 1997 | "Just Cruisin'"                                     | Robert Caruso    | Big Willie Style |
| 1998 | "Gettin' Jiggy wit It"                              | Hype Williams    | Big Willie Style |
| 1998 | "Just the Two of Us"                                | Bob Giraldi      | Big Willie Style |
| 1998 | "Miami"                                             |                  | Big Willie Style |
| 1999 | "Wild Wild West" (feat. Dru Hill & Kool Moe Dee)    |                  | Willenium        |
| 1999 | "Will2K" (feat. K-Ci)                               |                  | Willenium        |
| 2000 | "Freakin' It"                                       |                  | Willenium        |
| 2002 | "Black Suits Comin' (Nod Ya Head)" (feat. Trā-Knox) | Francis Lawrence | Born to Reign    |
| 2002 | "1000 Kisses" (feat. Jada Pinkett)                  |                  | Born to Reign    |
| 2005 | "Switch"                                            |                  | Lost and Found   |
| 2005 | "Party Starter"                                     |                  | Lost and Found   |